# Torero (pel·lícula)
Torero és un documental mexicà de 1956 dirigit per Carlos Velo.

## Sinopsi
Compte la vida del torero Luis Procuna per mitjà de reconstruccions dramàtiques i filmacions fetes al llarg de 1956. S'enfoca en el tema de la por que sentia Luis Procuna en entrar a la plaça de toros. Comença amb els records de probressol de la seva infantesa, quan carregava embalums en el mercat i ajudava a vendre tacos a la seva mare. Després d'uns anys va rebre lliçons de toreig de saló del noviller Valentín a Nonoalco i a la Plaza México. Després d'un intent de torejar on va sortir ferit, el va contractar Algara per torejar amb Luis Briones. Va triomfar com noviller, va prendre i va confirmar la seva alternativa i va arribar a torejar a Madrid on va resultar cornejat. En tornar a Mèxic, l'incident conjuminat a la recent mort de Manolete li va causar una por que no el va deixar torejar per un temps i quan va tornar a torejar va rebre una altra corneada més greu. En recuperar-se va decidir deixar de torejar per un temps i gaudir de la vida. Per pressió de la premsa va tornar a torejar, triomfa a la plaça i el porten a la seva casa sobre les espatlles dels seus companys. El documental acaba amb els seus pensaments de por sobre la pròxima corrida.

## Producció
La pel·lícula es va rodar al llarg de 1956, seguint la vida del torero Luis Procuna. Es va estrenar el 9 de maig de 1957 al cinema de Chapultepec.
La música va ser executada per l'Orquestra Simfònica Nacional

## Recepció
La pel·lícula va tenir una bona recepció, mostrant-se en diversos festivals i adquirint diversos premis. Se l'ha nomenat com una pel·lícula que posa en perspectiva els problemes socials, morals i espirituals del Mèxic de la província de fa quaranta anys i el del temps actual. Alguns critiquen la pel·lícula com a mancada de bona una bona història i un guió de poca qualitat.
Luis Procuna va demandar a Barbachano Ponce dient que no li havia pagat la suma pels drets corresponents.

## Premis
Va rebre un Premi especial per Carlos Velo durant l'entrega dels Premis Ariel de 1958. Fou nominada a l'Oscar al millor documental. També fou seleccionada per representar Mèxic a l'Oscar a la millor pel·lícula de parla no anglesa als Premis Oscar de 1957 però finalment no fou nominada.

## Repartiment
- Luis Procuna
- Angel Procuna
- Antonio Fayat
- Paco Malgesto
- Antonio Sevilla
- Ponciano Díaz
- Carlos Robles Gil
- Manuel Rodríguez
- Alfonso Ramírez
- Lorenzo Garza